# Galassia Nana dei Pesci II
La Galassia Nana dei Pesci II è una galassia nana sferoidale situata nella costellazione dei Pesci e scoperta nel 2010 grazie ai dati raccolti dallo Sloan Digital Sky Survey. 
La galassia dista circa 180.000 parsec dalla Terra. È classificata come galassia nana sferoidale (dSph), cioè di forma approssimativamente rotondeggiante, con un raggio effettivo di circa 60 parsec ed un rapporto tra gli assi di circa 5:3.
È una delle galassie satelliti della Via Lattea più piccole e deboli; la sua luminosità integrata è di circa 10.000 volte quella del Sole (luminosità assoluta visibile di circa −5) che corrisponde alla luminosità media di un ammasso globulare.
La popolazione stellare della galassia è composta soprattutto da stelle moderatamente vecchie formatesi 10-12 miliardi di anni fa, con una bassa metallicità per un rapporto [Fe/H] tra -2,3 e 1,7 che comporta un contenuto di elementi pesanti 80 volte inferiore a quello del Sole.